# Димитрий Комнин Дука
Димитрий Комнин Дука (греч. Δημήτριος Κομνηνός Δούκας) — деспот Фессалоник с 1244 по 1246 годы.

## Происхождение
Димитрий родился в 1230 году, и был младшим сыном правителя Эпира Феодора Комнина Дуки и Марии Петралифы. В год рождения ребёнка, его семья был захвачена в плен в битве при Клокотнице воинами болгарского царя Ивана II Асеня. Лишь спустя семь лет, когда сестра Дмитрия Ирина стала супругой этого правителя, семья была освобождена, но за это время Феодора успели ослепить. Дмитрий вместе со своим братом Иоанном Комнином Дукой сопроводили отца в Фессалоники, где уже семь лет правил их дядя Мануил Комнин Дука. Родственники свергли его, и правителем города стал Иоанн, взявший титул императора Фессалоник. Однако В 1243 году он признал власть никейского императора Иоанна III Дуки Ватаца, отказался от императорского титула, приняв титул деспота.
В 1244 году, после смерти брата, Димитрий стал новым деспотом Фессалоник. Молодой и беспутный правитель так и не смог заучиться поддержкой горожан. Когда в 1246 году Никейский император Иоанн Ватац оказался рядом с городом, желая начать войну против болгар, местная знать свергла Димитрия Комнина Дуку. Город был захвачен никейцами, а Димитрий был отправлен в темницу в крепость Лентиана.